# Котляр Анастасія Олександрівна
Анастасія Олександрівна Котляр * (8 грудня 1989 Суми)  — українська журналістка, тележурналістка, член НСПУ, поетеса, кандидат в члени СПУ, сценарист, редактор, член літстудії «Орфей», акторка театру та кіно. Психолог.

## Життєпис
Навчалась у сумській ЗОШ № 27, закінчила у 2007. 
2012  — закінчила Сумський державний університет за фахом  — журналіст (диплом магістра). 

### Праця
2011  — 2013  — працювала кореспондентом і телеведучою на ТРК «Відікон». Вела «Новини спорту». 
2013  — спец кореспондент, ведуча на ТРК «Відікон», створила авторську програму «М’юзік Суми.юей». 
2014 – на ТРК «Відікон» випусковий редактор. Пише сюжети для інформаційного блоку новин, займається організацією роботи редакції та режисури монтажу, верстає підсумковий щотижневий випуск інформаційний блок новин «Тиждень», редагує новинні сюжети та авторські передачі. Створює авторські передачі на тему мистецтва, екстремального спорту, аграрна тематика. Створює проект «Простір без меж». 
8 червня 2015  — переїжджає до Києва. 
Працює сценаристом на каналі СТБ на проекті «Все буде добре». З квітня по серпень редактор проекту «Супермодель по-українськи». Журналіст проекту «Майстер-шеф». З листопада 2016 – дотепер  — сценарист проекту «За живе». 

### Творчість
З 2007  — активний член літературної студії Орфей. Одна із організаторів і ведуча творчого проекту «Ми-Суми»; 
2011  — лауреат III-ї премії літературного конкурсу "Смолоскип";
Має опубліковану збірку поезій «Китохор». Друкувалася також у сумській періодиці, у збірниках "Орфею".
Акторка телесеріалу "Київ удень та вночі".

### Захоплення
Стрибки з парашутом, ролики. 

### Фільмографія
| рік  | назва                | роль   |
| ---- | -------------------- | ------ |
| 2020 | Ти тільки мій        | епізод |
| 2020 | Се-ля-ві             | Олена  |
| 2019 | Скляна кімната       | епізод |
| 2019 | Невипадкові зустрічі | Мілана |
| 2019 | Німа                 | епізод |
| 2019 | Невипадкові зустрічі | епізод |
| 2019 | Найгірша подруга     | епізод |